# Línguas chádicas ocidentais
As línguas chádicas ocidentais são uma família de línguas que inclui 73 idiomas e dialetos (segundo uma estimativa do Ethnologue) faladas na África. Fazem parte das línguas chádicas. O subgrupo inclui o hauçá, língua franca de grande parte de África Ocidental, falada como língua materna por uns 24 milhões de pessoas e como segunda língua por outros 15 milhões. 

## Classificação das principais línguas do subgrupo
- Línguas hauçá-guandara 
  - Língua hauçá (falado no Benim, Camarões, Chade, Gana, Níger, Nigéria, Tanzânia e Togo)
  - Língua guandara (gwandara em inglês; falada por 15.000 pessoas)

- Línguas bolé-tangalé 
  - Língua bolé (bolewa em inglês; falada por umas 32.000 pessoas na Nigéria)
  - Língua tangalé (falada por umas 36.000 pessoas em Nigéria)

- Línguas badé 
  - Língua badé (falada por cerca de 32.000 pessoas na Nigéria)
  - Língua enguicimo (ngizim em inglês; falada por cerca de 40.000 pessoas na Nigéria)
- Língua angaso (falada por cerca de 55.000 pessoas na Nigéria)
- Língua rum (falada por cerca de 11.600 pessoas na Nigéria)
- Língua zaarí (falada na Nigéria)